# Alnitak
Alnitak (din arabă النطاق an-niṭāq: „centura”) este denumirea tradițională a stelei Zeta Orionis (ζ Ori / ζ Orionis), din constelația Orion. Zeta Orionis este steaua cea mai la est, din Centura lui Orion. Celelalte stele din centură sunt Alnilam (Epsilon Orionis) și Mintaka (Delta Orionis).
Alnitak / Zeta Orionis este un sistem stelar triplu aflat la 800 ani-lumină distanță. Steaua primară Zeta Orionis Aa este o supergigantă albastră de tip spectral O9Iab, de magnitudine absolută -5,25. Este de 28 de ori mai masivă decât Soarele și se estimează că raza sa este de 20 de ori mai mare decât raza Soarelui.   Are o viață scurtă, de ordinul a câtorva sute de milioane de ani, și va sfârși într-o supernovă.
Zeta Orionis B este o stea de magnitudine aparentă 4 de clasă B, care orbitează Zeta Orionis Aa în 1 500 de ani. Cea de-a treia stea, Zeta Orionis Ab, a fost descoperită în 1998. Ea este o stea de magnitudine aparentă 4 de clasă O.
Sistemul Alnitak este cufundat în nebulozitatea IC 434.

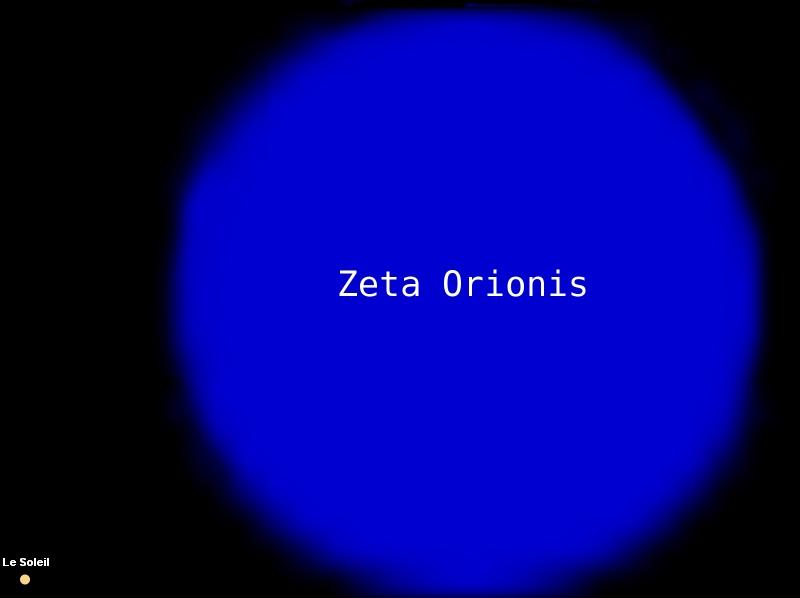
Comparaţie între Zeta Orionis şi Soarele nostru (stânga jos), la aceeași scară